# Gesellschaft für Förderanlagen Ernst Heckel
Die Gesellschaft für Förderanlagen Ernst Heckel war ein 1905 in Saarbrücken von Ernst Heckel gegründetes Unternehmen.

## Geschichte

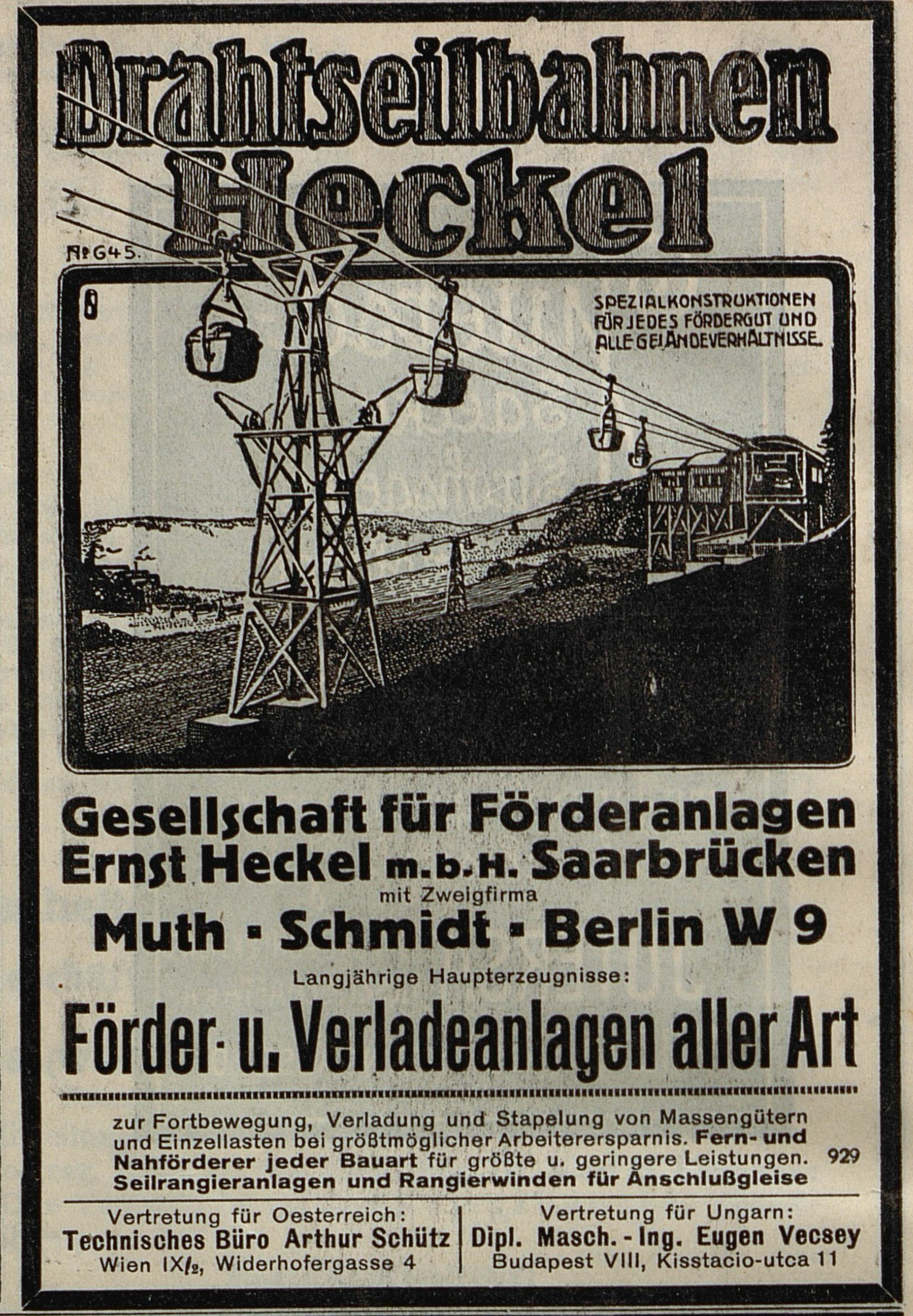
Anzeige der Gesellschaft für Förderanlagen Ernst Heckel m.b.H. (1919)

Ernst Heckel hatte mit seinem Bruder Georg Julius (1856–1928) die väterliche Drahtseilfabrik fortgeführt und ihre Produkte erfolgreich in die maschinelle Streckenförderung der saarländischen und Lothringer Bergwerke eingeführt. In der neuen Firma erweiterte Ernst Heckel das Tätigkeitsfeld auf die verschiedensten Transport- und Förderanlagen. Die mit Unterstützung von Karl Glinz und anderen entwickelten Neukonstruktionen umfassten bald Transport-, Rangier- und Verladeanlagen aller Art. Das Unternehmen produzierte Materialseilbahnen, Standseilbahnen, Seil- und Kettenförderungen, Transportbandanlagen, große Speicher- und Verladeanlagen, Rangieranlagen usw. Es entwickelte und produzierte die erste Skipförderung. Für die Deutsche Reichsbahn wurden innovative Seilablaufanlagen in Dresden und Chemnitz errichtet.
1927 musste das Unternehmen aufgrund finanzieller Schwierigkeiten an die Felten & Guilleaume Carlswerk AG, Köln-Mülheim, verkauft werden, dem damals größten Drahtseilhersteller Europas, die ihrerseits zu dem belgisch-luxemburgischen Arbed-Konzern gehörte. Danach begann es auch Seilbahnen für den touristischen Bereich zu produzieren, wie die Schauinslandbahn bei Freiburg im Breisgau, der weltweit ersten Umlaufseilbahn, die ausschließlich für den Personentransport konstruiert war und überdies mit ihren Großkabinen für 24 Personen Aufsehen erregte.
Das Unternehmen hatte Fabriken an der Saar und in Achern (Baden) sowie zeitweise technische Büros in Essen, Berlin, Paris, London und Charleroi. Es war in 33 Ländern auf fünf Kontinenten tätig, wo es mehrere tausend Transport-, Verlade- und Rangieranlagen sowie Seilbahnen erstellte.
Die Felten & Guilleaume Carlswerk AG hatte 1932 die Bleichert-Transportanlagen GmbH erworben, die Auffanggesellschaft der infolge des Zusammenbruchs des deutschen Bankensystems in Konkurs gegangenen Adolf Bleichert & Co., und 1933 auch die J. Pohlig AG, Köln, beides bedeutende Seilbahnhersteller. Nach dem Zweiten Weltkrieg bildete sie 1962 aus der J. Pohlig AG, der Gesellschaft für Förderanlagen Ernst Heckel und den in Westdeutschland verbliebenen Resten der Bleichert Transportanlagen (Leipzig-Gohlis) die PHB Pohlig-Heckel-Bleichert Vereinigte Maschinenfabriken AG, Köln.
Diese Gesellschaft wurde 1980 mit der Weserhütte AG zur PHB Weserhütte fusioniert, die zu den führenden Anbietern von Maschinen und Anlagen zur Gewinnung und Aufbereitung von Rohstoffen, wie zum Beispiel Seilbagger und Raupenkräne, gehörte. 1987 musste diese Sparte jedoch wegen hoher Verluste geschlossen werden. Allerdings erwarb Orenstein & Koppel (O & K) die Seilbahnabteilung in Köln, um den laufenden Auftrag zum Umbau der Schauinslandbahn fortzuführen. Mit diesem nun PWH Anlagen und Systeme GmbH genannten Unternehmen wurde nicht nur der Umbau der Schauinslandbahn fertiggestellt, sondern auch die Seilbahn auf den Brévent in Chamonix und die Rofanseilbahn in Maurach am Achensee sowie verschiedene Materialseilbahnen gebaut. O & K gehörten zum Hoesch-Konzern, der von der Friedrich Krupp AG übernommen wurde. Krupp integrierte die PWH Anlagen und Systeme GmbH in seine Krupp Industrietechnik GmbH, die dann als Krupp Fördertechnik GmbH auftrat. Der Seilbahnbereich wurde jedoch aufgegeben, technische Seilbahnzeichnungen wurden an Doppelmayr veräußert. Damit endeten die noch verbliebenen Reste der Tradition der drei großen Seilbahnhersteller.

## Seilbahnen
Zu den von der Gesellschaft für Förderanlagen Ernst Heckel gebauten Seilbahnen gehören:
- 1909 Drahtseilbahn von sieben Kilometer Länge für die Bosnische Kohlenindustrie-Aktiengesellschaft Una in Lješljani[2]
- 1922 Oberweißbacher Bergbahn – breitspurige Standseilbahn mit Güterbühne zum Transport normalspuriger Eisenbahnwagen
- ca. 1925 Materialseilbahn zum Transport von Salz von Hordio nach Hafun, Italienisch-Somaliland, 27,5 km lang, davon rund 14 km über die Lagune
- 1930 Schauinslandbahn – erste Großkabinenumlaufseilbahn der Welt
- 1933 Seilbahn Xóm Cúc–Ban Naphao, Vietnam
- 1933 Téléphérique de Rochebrune – Pendelbahn Megève – Mont de Rochebrune (45° 50′ 0″ N, 6° 36′ 48″ O)
- 1935 Funiculaire de Montmartre – Umbau der Standseilbahn von Montmartre
- 1935 Téléphérique du Pibeste – Pendelbahn bei Lourdes auf den Pic Pibeste (43° 3′ 5,7″ N, 0° 4′ 50″ W)
- 1935 Kabel für die Boule de neige in Gourette – erster Skilift der Pyrenäen[3]
- 1936 Téléphérique de Pleney – Pendelbahn Morzine – Pleney (46° 10′ 12″ N, 6° 41′ 33″ O)
- 1936 Téléphérique St. Gervais – Bettex – Pendelbahn Saint-Gervais-les-Bains – Le Bettex (45° 52′ 29,3″ N, 6° 41′ 9″ O)
- 1955 Seilbahn von Caracas – Großkabinenumlaufseilbahn in vier Sektionen – lange die größte derartige Anlage weltweit
- 1955 Seilbahn auf die Aiguille du Midi
- 1960 Seilbahn im Deutsch-Französischen Garten im Saarland[4]
- 1963 Eibsee-Seilbahn auf die Zugspitze (als Heckel begonnen, nach Fusion als PHB beendet)
- 1964 Jasper Skytram auf den Whistlers Peak in Jasper, Alberta, Kanada[5]
- 1972 Hochgratbahn Steibis
- 1973 Kahlenbergbahn zwischen Rohrbach und Hassel im saarländischen St. Ingbert, Betrieb 1995 eingestellt